# توم اکلند
توم اکلند (انگلیسی: Thom Eklund؛ زادهٔ ۲۸ اکتبر ۱۹۵۸) بازیکن هاکی روی یخ اهل سوئد است.